# Neustädter See (Magdeburg)

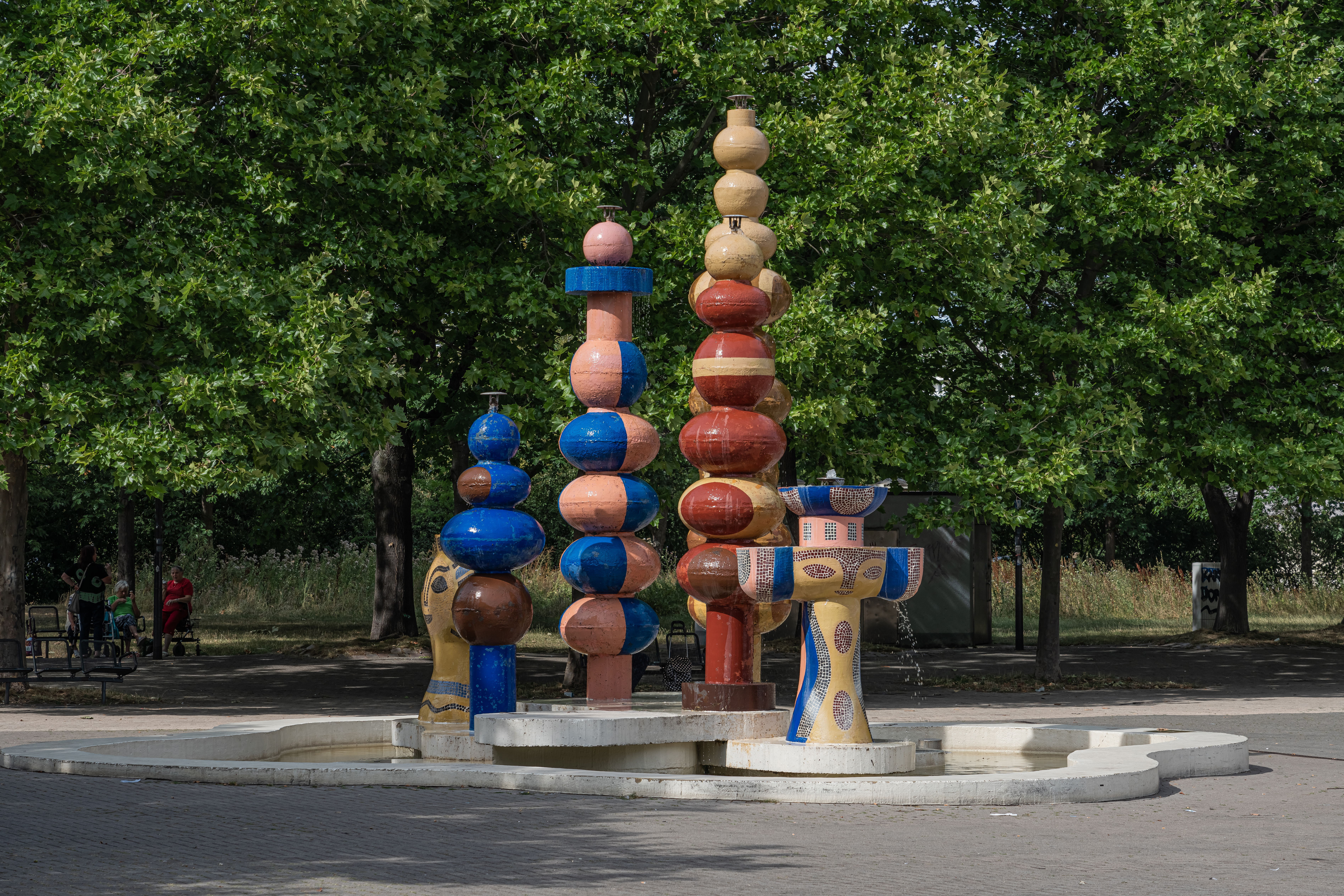
Märchenbrunnen

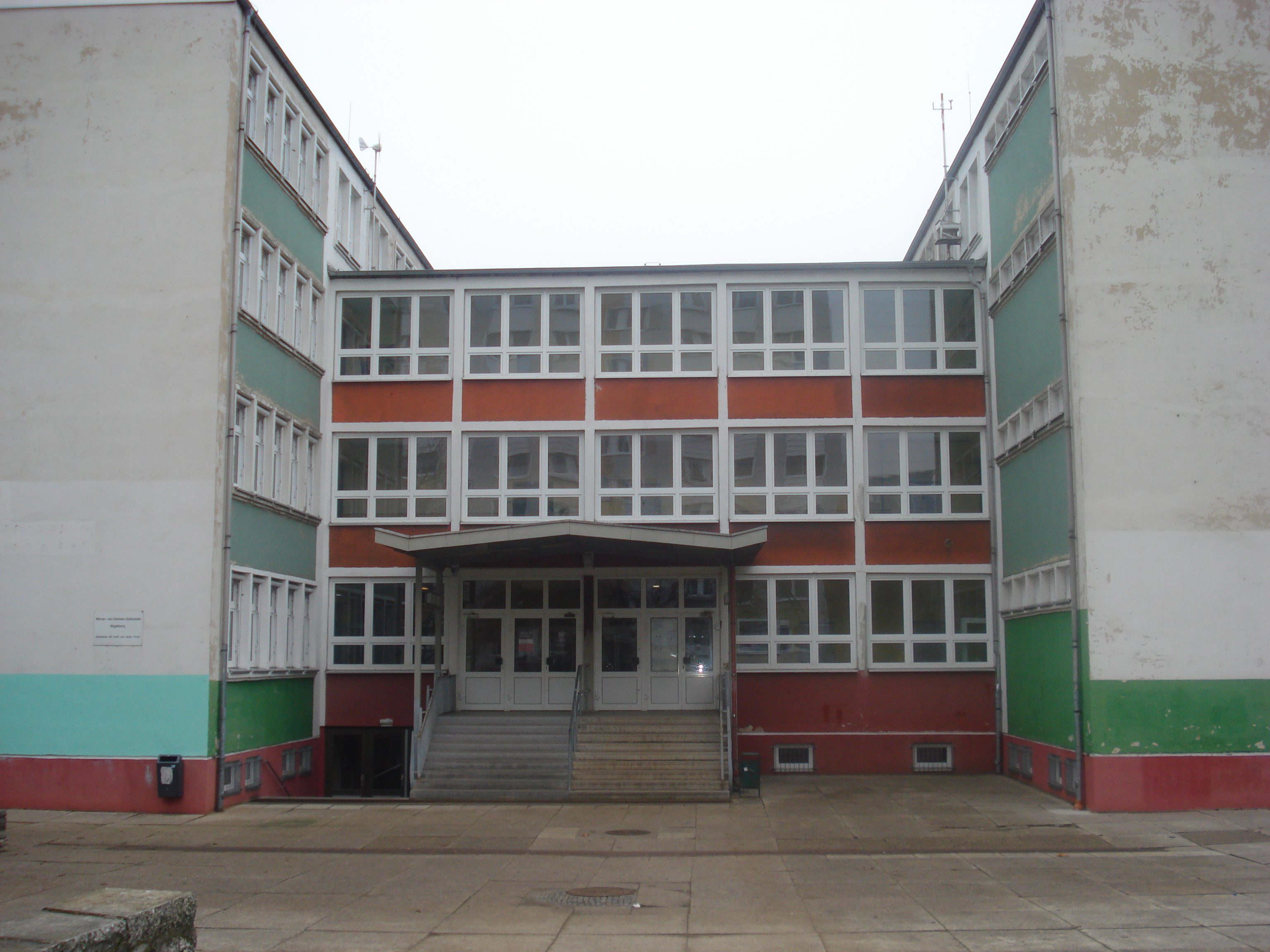
Werner-von-Siemens-Gymnasium, 2009

Neustädter See ist ein Stadtteil im Norden der Stadt Magdeburg.

## Fläche und Einwohner
Auf einer Fläche von 4,7909 km² leben 11.023 Einwohner (Stand 31. Dezember 2021) im Stadtteil.
Die Arbeitslosigkeit liegt über dem Durchschnitt der Stadt Magdeburg. Der Anteil an Empfängern von Sozialleistungen ist ebenfalls überdurchschnittlich. Auch der Ausländeranteil liegt mit 14,7 % über dem Durchschnitt Magdeburgs (Stand 2019).
Der Stadtteil untergliedert sich in die statistischen Bezirke Barleber Straße/Lumumbastraße, Barro-See, Eichenweiler, Neustädter Platz, Neustädter See und Ziolkowskistraße, die jedoch nur statistische Funktion haben.

## Lage
Im Norden grenzt Neustädter See an die Gemeinde Barleben, im Osten an das Gewerbegebiet Nord und Rothensee, im Süden an Neue Neustadt und im Westen an Kannenstieg und Sülzegrund.
Im Gebiet des Stadtteils gibt es mehrere Seen. Neben dem namengebenden Neustädter See I auch den Neustädter See II, den Barleber Ziegelteich, das Dreieck, das Lange Loch und den Großen Barrosee. Die Wasserläufe Große Sülze und Schrote fließen durch den Stadtteil.

## Geschichte

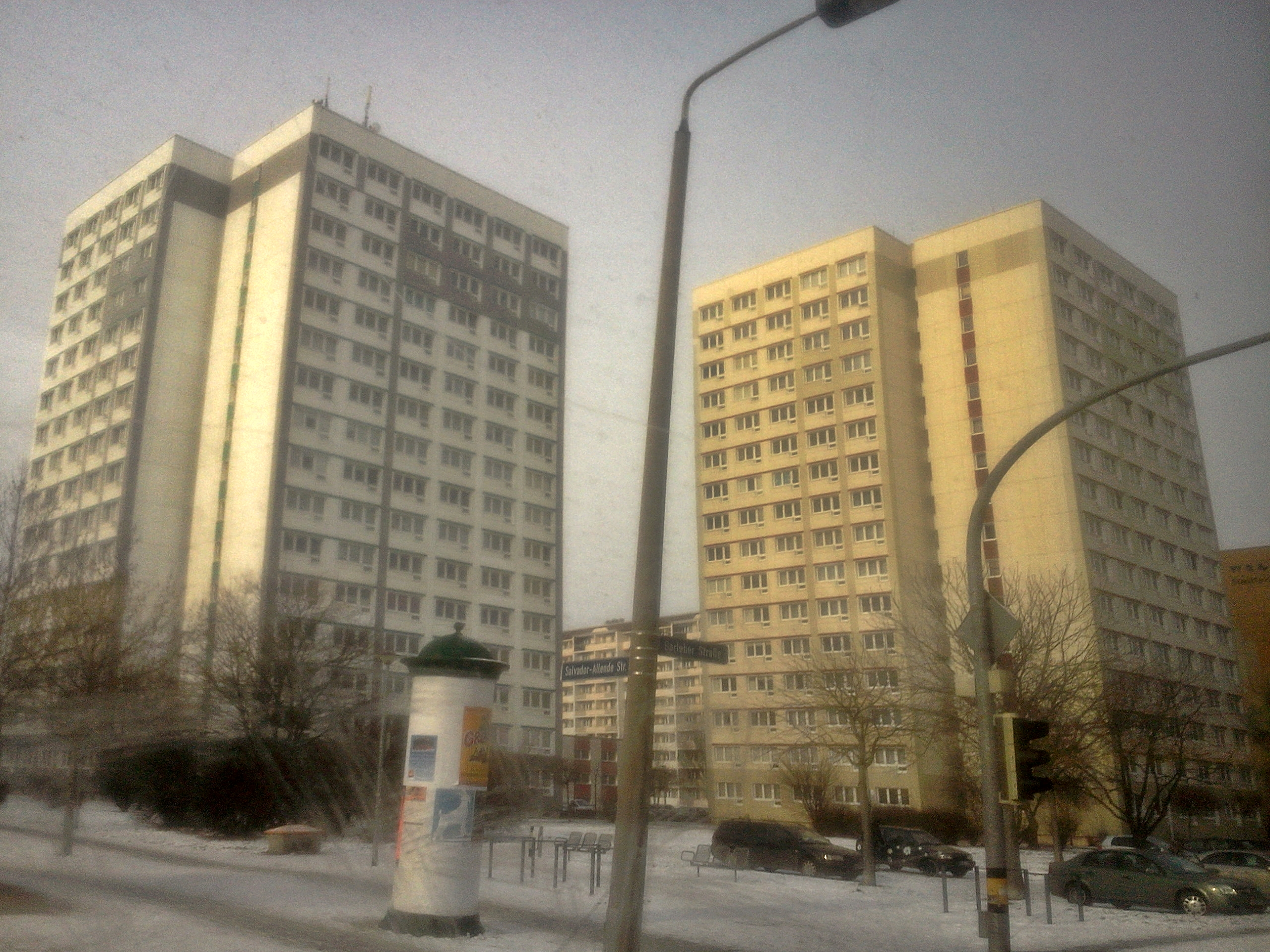
Hochhäuser am Neustädter Platz

Das Gebiet des Stadtteils diente über Jahrhunderte hinweg vor allem als landwirtschaftliche Nutzfläche nördlich der Tore der schon im Mittelalter entstandenen Neustadt und später der Neuen Neustadt.
Ab 1920 entstand im Süden des Gebiets zunächst für Bahnbedienstete des Rangierbahnhofs Rothensee die Gartenstadt Eichenweiler.
Nach der Zerstörung Magdeburgs im Zweiten Weltkrieg wurde für den Wiederaufbau der Stadt in großem Umfang ein Kiesabbau nördlich der Neustadt durchgeführt. Es entstand der Neustädter See. Zur Lösung der in der DDR entstandenen Wohnungsnot begannen am 15. Februar 1973 die Arbeiten für ein in Plattenbauweise errichtetes Neubaugebiet Magdeburg-Nord am Westufer des Sees. Den Grundstein legte der erste Sekretär der SED des Bezirks Magdeburg Alois Pisnik. Wesentlicher Aspekt für die Ansiedlungsentscheidung war, neben den durch Neustädter See und Vogelgesangpark gegebenen Naherholungsmöglichkeiten, auch die Möglichkeit der Fernwärmenutzung vom Heizkraftwerk Rothensee. Bis 1983 wurden 11.100 Wohnungen gebaut. Bereits 1977 erhielten die an der Planung des Stadtteils beteiligten Architekten, Ingenieure und Stadtplaner den Nationalpreis der DDR. Magdeburg-Nord wurde dann in den westlich des Magdeburger Rings gelegenen Stadtteil Kannenstieg und den östlich gelegenen Stadtteil Neustädter See geteilt. Die Stadtteile werden auch heute noch durch die inzwischen sanierten Plattenbauten geprägt.
1975 wurde am See ein Naherholungszentrum eröffnet. Während des ersten Wohngebietsfestes am 23. Mai 1982 erfolgte die Eröffnung des Märchenbrunnens am heutigen Neustädter Platz. Von 1980 bis 1984 entstand die Hoffnungskirche. Nach der politischen Wende von 1989 und der deutschen Einheit verlor der Stadtteil stark an Einwohnern.
Zur Geschichte der Straßen und ihrer Benennungen siehe: Magdeburger Straßen. Die Kulturdenkmale sind in der Liste der Kulturdenkmale in Neustädter See eingetragen.

## Wirtschaft
Angesichts des Charakters als Wohngebiet sind wirtschaftliche Unternehmen nicht dominierend. Es bestehen jedoch 181 Mitgliedsunternehmen der IHK und 38 Betriebe mit einer Mitgliedschaft in der Handwerkskammer.